# Dioctria vera
Dioctria vera là một loài ruồi trong họ Asilidae. Dioctria vera được Back miêu tả năm 1909. Loài này phân bố ở vùng Tân Bắc giới.